# NASCAR Mexico
NASCAR Mexico ist ein Unternehmen, das 2005 durch NASCAR und OSECA, einer mexikanischen Unterhaltungsgesellschaft, in partnerschaftlicher Arbeit gegründet wurde. Es war der erste NASCAR-Ableger außerhalb der Vereinigten Staaten.

## Aufgaben
Die Organisation wurde gegründet um lokale Motorsportveranstaltungen und -Serien auf Basis der NASCAR-Regularien zu entwickeln, zu managen und zu betreiben und den Fernsehvertrieb, das Sponsoring und die Lizenzvergabe zu überwachen. Dazu wurden Marketingprogramme entwickelt, um das Interesse an lokalen NASCAR-Veranstaltungen sowie an im mexikanischen Fernsehen übertragenen NASCAR-Veranstaltungen in den Vereinigten Staaten zu steigern.
Erste Mitglieder des Managements-Boards waren NASCAR-Geschäftsführer Brian France, Chad Little und Edgar Matute.

## Veranstaltungen
NASCAR Mexico ist bzw. war in den ersten Jahren an der Organisation der folgenden mexikanischen Rennserien bzw. Veranstaltungen beteiligt:
- NASCAR PEAK Mexico Series
- NASCAR Mexico T4 Series (2005–2010)
- NASCAR Stock V6 Series (2011–2015)
- Organisation des Corona México 200, eines von 2005 bis 2008 ausgetragenen NASCAR-Nationwide-Series-Rennens auf dem Autódromo Hermanos Rodríguez in Mexiko-Stadt

Nach dem Ende der Saison 2015 wurden die unterstützten Serien ausgesetzt, angeblich weil die Organisatoren der Serie stattdessen den Großen Preis von Mexiko der Formel 1 unterstützen wollten, der gerade für 2015 wiederbelebt worden war.
Seit 2017 werden in Mexico die folgenden nach Nascar-Regelements ausgetragenen Serien ausgerichtet.
- NASCAR PEAK Mexico Series (seit 2022: NASCAR México Series)
- NASCAR FedEx Challenge Series
- NASCAR Mikel's Truck Series.